# Šest sati ujutro (1959.)
Šest sati ujutro je hrvatska televizijska drama u režiji Maria Fanellija i scenarista Hinka Cino Handla, a emisija se odlikovala izrazito originalnim pristupom televizijskom vremenu i prostoru.
Drama je izvedena u čast IV. kongresa Saveza komunista Hrvatske, a svojim sadržajem odaje počast "mrtvima i živima koji su tokom Narodne revolucije svoju dužnost i svijest uzdigli do herojstva". Emisija je zabilježena kao jedan od prvih pokušaja televizijskog uobličavanja diverzantske akcije s ratnom tematikom u formi dinamične TV igre, u razdoblju kada su takvi pokušaji bili rijetki.
Premijerno je prikazana 9. travnja 1959. godine na Televiziji Zagreb.

## Radnja
Radnja se odvija tijekom jedne noći i jednog dana, a obrađuje diverzantsku temu – pokušaj sabotaže u poštanskoj centrali u Zagrebu iz razdoblja Narodnooslobodilačke borbe. Agenti organiziraju sabotiranje telefonskih i telegrafskih linija koje vode prema okupatorskim trupama na južnom Balkanu.
Sekvence su uključivale ispitivanja, dijeljenje kopija plana agentima, i pretraživanje pošte, što je u stvarnosti trajalo preko 24 sata, ali je televizijski trajanje svedeno na 43 minute. Prema scenariju, tri osnovne sekvence trajale su: prva 6 minuta, druga 11, treća 3 minute – no s prijelazima između njih koje su efektivno skratile osjećaj prolaska vremena.

## Glumačka postava
- Vanja Drach
- Jovan Ličina
- Kruno Valentić
- Zvonko Strmac
- Zlatko Madunić
- Mato Ergović
- Branko Bonacci

## Značaj
Drama Šest sati ujutro posebna je po svom eksperimentiranju s televizijskim vremenom – pokušaju da se događaji u trajanju od više od 24 sata prikažu u skraćenom televizijskom trajanju od 43 minute. Autor teksta bio je Cino Handl, dok su režiju i realizaciju drame preuzeli drugi. Prijelazi između scena nisu ostvareni filmskom montažom, nego zatamnjenjem slike i uvođenjem nove slike u drugačijem ambijentu, čime se postigla “preobrazba realnog u idealno vrijeme”.
U knjizi TV-kamere u eter Fanelli i Ruggeri ističu ovaj uradak kao primjer zahvata u televizijsko vrijeme koji se bitno razlikuje od filmskih konvencija, budući da je preobrazba realnog u idealno vrijeme ostvarena prijelazima između sekvenci, ne kadrova. Uspoređuje se s filmskom akcijom, ali televizijski izraz koristi vlastita sredstva, temeljena na prijenosu iz studija.

## Vanjske poveznice
- Šest sati ujutro u internetskoj bazi filmova IMDb-a